# Jean Dika Dika
Jean Dika Dika (Douala, 4 giugno 1979) è un ex calciatore camerunese, di ruolo difensore.

## Carriera

### Club
A livello di club, Dika Dika ha giocato tra le file di varie squadre europee, tra cui Atletico Madrid B, Levante, Getafe e LASK Linz. Ha chiuso la carriera nel 2006 con gli israeliani dell'Ashdod.

### Nazionale
Ha giocato in totale 5 partite con la nazionale camerunese, facendo parte della squadra che, nel 2002, ha vinto la Coppa delle Nazioni Africane disputata in Mali.

## Palmarès

### Nazionale
- Coppa d'Africa: 1

Mali 2002